# DC Universe Online
DC Universe Online ou DCUO est un jeu vidéo sorti en janvier 2011 sur PC , sur PlayStation 3 , sur PlayStation 4 en 2014, sur Xbox One en 2016 et en 2019 sur Nintendo Switch. Le jeu est un MMO orienté vers l'action. Il permet d'incarner des apprentis super-héros ou super-vilains de l'univers DC Comics. Depuis novembre 2011, le jeu est disponible gratuitement (free to play) en téléchargement à la fois sur PC et PlayStation 3 et depuis novembre 2013 sur PlayStation 4.
Deux types de comptes sont disponibles : gratuit et payant — sur abonnement mensuel à 14,99 €, trimestriel à 38,97 €, semestriel à 71,94 € ou, uniquement sur ordinateur, annuel à 119,88 €.

## Synopsis
Le jeu débute par une guerre opposant la Ligue des justiciers aux super-vilains DC menés par Lex Luthor, qui commencent peu à peu à dominer la bataille, après que les héros aient tous été vaincus, Superman, qui vient de se régénérer grâce au soleil, arrive sur le champ de bataille, et est piégé par Luthor qui a caché des morceaux de Kryptonite dans le corps de Wonder Woman. Affaibli, l'homme d'acier est facilement dominé par son adversaire et est tué par une lance en kryptonite. Enfin, Lex Luthor a gagné mais sa victoire sera de courte durée, car Brainiac est de retour et les troupes de Luthor sont balayées. Celui-ci décide donc d'aller dans le passé pour avertir la ligue des justiciers de la future menace, emportant avec lui des nanorobots contenant tous les pouvoirs des méta-humains. Après avoir prévenu la ligue il envoya les nanorobots(exobytes) dans l'atmosphère. Tout humain entrant en contact avec ces machines se verront dotés de super-pouvoirs. La mission de la ligue, retrouver ces nouveaux méta-humains et les entrainer pour la future grande bataille contre Brainiac.

## Système de jeu

### Création de personnage
Le joueur crée son personnage de toutes pièces en choisissant son affiliation, son style de combat et son mentor (exemple : Batman pour les héros, le Joker pour les méchants). Il est également possible de créer un costume à partir de celui d'un autre personnage DC.
Le joueur peut se déplacer librement dans Metropolis et Gotham. 

## Personnages
Confirmés par IGN :

### Héros et alliés
- Ambush Bug (VF : Marc Perez / Mark Lesser)
- Aphrodite (VF : Laura Blanc)
- Aquaman (VF : Éric Aubrahn)
- Batgirl (Cassandra Cain) (VF : Agnès Manoury)
- Atom
- Batman (VF : Adrien Antoine)
- Batwoman (VF : Dominique Vallée)
- Beast Boy (VF : Vincent De Bouard)
- Black Canary
- Black Lightning (VF : Damien Ferrette)
- Booster Gold (VF : Damien Boisseau)
- Capitaine Darryl Frye (VF : Philippe Catoire)
- Captain Atom (VF : Fabrice Josso)
- Captain Marvel (VF : Éric Aubrahn)
- Carol Ferris
- Clio
- La Créature des marais (VF : Marc Bretonnière)
- Cyborg (VF : Daniel Lobé)
- Docteur Fate (VF : Philippe Dumond)
- Docteur Occult (VF : Cyrille Monge)
- Donna Troy (VF : Marion Koen)
- Elongated Man (VF : Jérôme Pauwels)
- Etrigan
- Fire (VF : Nathalie Homs)
- Flash (Jay Garrick) (VF : Jean-Claude Sachot / Sébastien Desjours)
- Flash (Barry Allen) (VF : David Kruger)
- Green Arrow (VF : Bernard Métraux)
- Green Lantern (Alan Scott) (VF : Philippe Dumond / Boris Rehlinger)
- Green Lantern (Hal Jordan) (VF : Didier Cherbuy / Xavier Fagnon)
- Green Lantern (John Stewart) (VF : David Krüger / Lionel Tua)
- Green Lantern (Guy Gardner) (VF : Martial Le Minoux)
- Green Lantern (Kyle Rayner) (VF : Nessym Guetat)
- Harvey Bullock (VF : Marc Alfos / Bruno Magne / Hubert Drac)
- Hawkgirl (VF : Isabelle Ganz)
- Hawkman (VF : Emmanuel Karsen)
- Huntress (VF : Véronique Desmadryl)
- Iris West (VF : Malvina Germain)
- Jack Ryder (VF : Philippe Bozo / Emmanuel Gradi)
- James Gordon (VF : Vincent Violette / Paul Borne)
- Jeremiah Arkham (VF : Georges Caudron)
- Jor-El (VF : Philippe Catoire)
- Kid Flash
- Kilowog (VF : Xavier Fagnon)
- Krypto
- Lois Lane (VF : Marie-Eugénie Maréchal)
- Lucius Fox (VO : Morgan Freeman ; VF : Benoît Allemane)
- Maggie Sawyer (VF : Véronique Augereau)
- Mala
- Martian Manhunter (VF : Boris Rehlinger / Patrice Baudrier)
- Mera
- Metamorpho (VF : Bruno Choel)
- Mickey Cannon (VF : Xavier Fagnon)
- Mister Miracle
- Nightwing (VF : Nessym Guetat²)
- Oracle (VF : Marie Chevalot)
- Pete Ross (VF : Mathias Kozlowski)
- Phantom Stranger (VF : Pierre Tessier)
- Plastic Man (VF : Christophe Lemoine)
- Power Girl (VF : Isabelle Volpé)
- Question / Renee Montoya (VF : Laura Blanc)
- Raven (VF : Karine Foviau)
- Red Tornado (VF : Cyrille Artaux)
- Robin (VF : Alexis Tomassian)
- Sarah Charles (VF : Fily Keita / Delphine Braillon)
- Skeets
- Le Spectre (VF : Fabien Briche)
- Starfire (VF : Karine Foviau)
- Static
- Steel (VF : Guillaume Orsat)
- Supergirl (VF : Fily Keita)
- Superman (VF : Emmanuel Jacomy / Bernard Bollet)
- Vicky Vale (VF : Laurence Dourlens)
- Wildcat (VF : Bernard Métraux)
- Will Magnus (VF : Nessym Guetat)
- Wonder Girl (VF : Marie-Eugénie Maréchal)
- Wonder Woman (VF : Marie-Frédérique Habert / Laura Blanc)
- Zatanna (VF : Marie Zidi)

### Vilains
- Abra Kadabra (VF : Marc Alfos)
- Amanda Waller (VF : Véronique Augereau)
- Amon Sur (VF : Philippe Catoire)
- Arès
- Arkillo (VF : Éric Peter)
- Atrocitus
- Bane (VF : Marc Alfos)
- Batman qui rit
- Bizarro (VF : Paul Borne)
- Black Adam (VF : Pascal Germain)
- Black Hand
- Brainiac (VF : Lionel Tua / Martial Le Minoux)
- Brother Blood (VF : Pascal Germain / Bruno Magne)
- Brother Eye (VF : Éric Peter)
- Bruno Mannheim (VF : Michel Vigné)
- Calculator (VF : Pierre-François Pistorio)
- Captain Boomerang (Owen Mercer) (VF : Sébastien Desjours / Stéphane Ronchewski)
- Captain Boomerang (George Harkness) (VF : Éric Peter)
- Captain Cold (VF : Pascal Germain)
- Catwoman (VF : Agnès Manoury)
- Le Cerveau (VF : Mathias Kozlowski)
- Chang Tzu (VF : Vincent de Bouard)
- Le Chapelier fou (VF : Michel Mella)
- Cheetah (VF : Malvina Germain)
- Chemo
- Circé (VF : Déborah Perret)
- Clayface (VF : Philippe Dumond)
- Crinière-de-lion (VF : Emmanuel Rausenberger)
- Cyborg Superman
- Professeur D. E. Main (VF : Guillaume Lebon)
- Dabney Donovan
- Dame Shiva
- Darkseid
- Deathstroke (VF : Luc Bernard)
- Docteur Light
- Docteur Psycho (VF : Frédéric Popovic)
- Docteur Sivana (VF : Jean-Pascal Quilichini / Mark Lesser)
- Doomsday
- Double-Face (VF : Pierre Tessier)
- Eclipso (VF : Daniel Lobé)
- L'Épouvantail (VF : Cyrille Monge)
- Evil Star (VF : Pierre Tessier)
- Felix Faust (VF : Cyrille Monge)
- Fils de Trigon : Jack (Lust) et Jacob (Sloth)
- Le Flûtiste (VF : Cyrille Monge)
- Général Zod (VF : Paul Borne / Martial Le Minoux)
- Gentleman Ghost
- Giganta (VF : Laëtitia Lefebvre)
- Gizmo
- Gorilla Grodd (VF : Patrick Bethune / Patrice Baudrier)
- Harley Quinn (VF : Camille Donda)
- Heat Wave (VF : David Krüger)
- Isis (VF : Malvina Germain)
- Jinx
- Le Joker (VF : Pierre Hatet)
- Kalibak
- Killer Croc (VF : Patrice Baudrier)
- Killer Frost (VF : Isabelle Ganz)
- King Shark
- Klarion
- Kordax (VF : Jean-François Vlérick)
- Krona (VF : Paul Borne)
- Kyle Abbot (VF : Marc Alfos)
- Larfleeze (VF : Emmanuel Gradi)
- Lex Luthor (VF: Alain Dorval)
- Lyssa Drak (VF : Marie-Eugénie Maréchal)
- Le Magicien du temps
- Le Maître de l'océan
- Le Maître des Miroirs (VF : Jean-Pascal Quilichini)
- Major Force
- Mammoth
- Man-Bat
- Les Manhunters (VF : Mathias Kozlowski / Luc Bernard / Marc Bretonnière)
- Mantis
- Metallo (VF : Emmanuel Karsen)
- Monsieur Mallah (VF : Bruno Magne)
- Mr Freeze (VF : Jean-Claude Sachot)
- Mr Mxyzptlk (VF : Cyrille Artaux)
- Nekron
- Non
- Parallax (VF : Paul Borne)
- Le Parasite (VF : Marc Alfos)
- Le Pingouin (VF : Michel Mella)
- Poison Ivy (VF : Malvina Germain)
- Professeur Zoom (VF : Marc Bretonnière / Emmanuel Rausenberger)
- Psimon
- Queen Bee (VF : Juliette Degenne)
- Ra's al Ghul (VF : Marc Alfos)
- Ranx la Ville Consciente
- Silence
- Sinestro (VF : Marc Bretonnière / Jean-Claude Sachot)
- Solomon Grundy (VF : Yann Pichon / Bruno Magne)
- Le Sphinx (VF : Martial Le Minoux)
- Tala
- Talia al Ghul (VF : Karine Foviau / Brigitte Virtudes)
- Le Top
- Toyman (VF : Guillaume Lebon)
- Trickster (VF : Xavier Fagnon)
- Trigon
- Tyran Tornado (VF : Bruno Magne)
- Ultra-Humanite (VF : David Kruger)
- Ursa (VF : Brigitte Virtudes)
- Vandal Savage (VF : Philippe Catoire)
- Veronica Cale
- Whisper A'Daire